# Lanesboro (Minnesota)
Lanesboro es una ciudad ubicada en el condado de Fillmore en el estado estadounidense de Minnesota. En el Censo de 2010 tenía una población de 754 habitantes y una densidad poblacional de 219,88 personas por km².

## Geografía
Lanesboro se encuentra ubicada en las coordenadas 43°43′5″N 91°58′19″O / 43.71806, -91.97194. Según la Oficina del Censo de los Estados Unidos, Lanesboro tiene una superficie total de 3.43 km², de la cual 3.43 km² corresponden a tierra firme y (0%) 0 km² es agua.

## Demografía
Según el censo de 2010, había 754 personas residiendo en Lanesboro. La densidad de población era de 219,88 hab./km². De los 754 habitantes, Lanesboro estaba compuesto por el 97.75% blancos, el 0.27% eran afroamericanos, el 0.13% eran amerindios, el 0% eran asiáticos, el 0% eran isleños del Pacífico, el 0.27% eran de otras razas y el 1.59% pertenecían a dos o más razas. Del total de la población el 0.93% eran hispanos o latinos de cualquier raza.